# Vũ Mạnh Hà
Vũ Mạnh Hà (sinh ngày 12 tháng 4 năm 1979) là thầy thuốc, chính trị gia nước Cộng hòa xã hội chủ nghĩa Việt Nam. Ông hiện là Ủy viên dự khuyết Ban Chấp hành Trung ương Đảng Cộng sản Việt Nam khóa XIII, Phó Bí thư thường trực Tỉnh ủy Lai Châu. Ông từng là Thường vụ Tỉnh ủy, Trưởng ban Tuyên giáo Tỉnh ủy Hà Giang; Bí thư Huyện ủy, Chủ tịch Hội đồng nhân dân huyện Hoàng Su Phì, tỉnh Hà Giang; Bí thư Tỉnh đoàn Hà Giang, Chủ tịch Hội Liên hiệp Thanh niên Việt Nam tỉnh Hà Giang.
Vũ Mạnh Hà là Đảng viên Đảng Cộng sản Việt Nam, học vị Bác sĩ đa khoa, Tiến sĩ Nhãn khoa, Cao cấp lý luận chính trị. Ông là thầy thuốc trẻ nhận được nhiều sự quan tâm, chú ý của xã hội cũng như giới truyền thông với những đóng góp cho nghiên cứu nhãn khoa, tình nguyện khám chữa bệnh và phẫu thuật mắt cho người dân tộc thiểu số, người dân khó khăn vùng cao tỉnh Hà Giang. Trong cộng đồng y học, ông tham gia Hội Nhãn khoa Việt Nam, Hội Thầy thuốc trẻ Việt Nam và Câu lạc bộ Thầy thuốc trẻ Hà Giang.

## Xuất thân và giáo dục
Vũ Mạnh Hà sinh ngày 12 tháng 4 năm 1979 tại thôn Vạt, xã Việt Lâm, huyện Vị Xuyên, tỉnh Hà Tuyên, Việt Nam, nay là tỉnh Hà Giang, quê quán tại xã Xuân Bắc, huyện Xuân Trường, tỉnh Nam Định. Bố mẹ của ông là người Nam Định, rời Nam Ðịnh tình nguyện tham gia lực lượng thanh niên xung phong của tỉnh Hà Nam Ninh ngược lên tỉnh miền núi Hà Giang những năm 60–70, kết hôn rồi cư trú ở đây. Ông lớn lên và tốt nghiệp phổ thông ở Vị Xuyên. Năm 1997, ông trúng tuyển vào Trường Đại học Y Dược, Đại học Thái Nguyên, tới thành phố Thái Nguyên theo học và tốt nghiệp Bác sĩ đa khoa năm 2003. Ông thông thạo tiếng Anh và có chứng chỉ B2 tiếng Nga. Tháng 9 năm 2006, Vũ Mạnh Hà thi đỗ thủ khoa ngành mắt tại Trường Đại học Y Hà Nội, theo học cao học tại chức và nhận bằng Thạc sĩ chuyên ngành Nhãn khoa vào tháng 9 năm 2008. Năm 2011, ông thi đỗ kỳ thi dự tuyển nghiên cứu sinh khoa học tại Trường Đại học Y Hà Nội, nghiên cứu và bảo vệ thành công luận án tiến sĩ đề tài "Nghiên cứu phẫu thuật đục thể thủy tinh bằng hai phương pháp phaco và đường rạch nhỏ tại tỉnh Hà Giang", trở thành Tiến sĩ Nhãn khoa vào tháng 4 năm 2014. Ông là Tiến sĩ ngành Y đầu tiên của tỉnh Hà Giang và là tiến sĩ trẻ tuổi nhất ngành Nhãn khoa cả nước khi được cấp bằng.
Ngày 4 tháng 4 năm 2003, năm cuối thời đại học, Vũ Mạnh Hà được kết nạp Đảng Cộng sản Việt Nam, trở thành đảng viên chính thức vào ngày 4 tháng 4 năm 2004. Trong quá trình hoạt động Đảng và Nhà nước, ông theo học các khóa tại Học viện Chính trị Quốc gia Hồ Chí Minh, nhận bằng Cao cấp lý luận chính trị. Nay, ông thường trú tại số 79, tổ 16, phường Minh Khai, thành phố Hà Giang, tỉnh Hà Giang.

## Sự nghiệp

### Ngành Y
Tháng 11 năm 2003, sau khi tốt nghiệp Bác sĩ đa khoa ở Thái Nguyên, Vũ Mạnh Hà trở lại Hà Giang, bắt đầu sự nghiệp Y khoa của mình khi được tuyển dụng vào vị trí Bác sĩ Khoa nội, Bệnh viện Đa khoa tỉnh Hà Giang. Ít lâu sau, tháng 4 năm 2004, ông xung phong và được điều động công tác tăng cường tại nhóm phân giới mốc số 6 ở xã Xín Cái, huyện Mèo Vạc, thuộc Sở Ngoại vụ và Biên giới tỉnh Hà Giang. Giai đoạn này, ông là bác sĩ phụ trách chăm sóc sức khỏe cho các thành viên trong đoàn công tác phân giới cắm mốc trên dọc tuyến biên giới Việt Nam – Trung Quốc của tỉnh Hà Giang, và cũng tham gia khám chữa bệnh cho người dân tộc thiểu số, thôn, bản vùng cao Hà Giang. Tháng 10 năm 2008, sau khi tốt nghiệp thạc sĩ ở Hà Nội, ông được bổ nhiệm làm Trưởng khoa Mắt, Bệnh viện Đa khoa tỉnh Hà Giang khi 29 tuổi, và kiêm nhiệm Bí thư Đoàn Thanh niên bệnh viện từ tháng 3 năm 2009. Tháng 3 năm 2010, ông tham gia Hội Thầy thuốc trẻ Việt Nam, được bầu làm Ủy viên Ban Chấp hành Hội Thầy thuốc trẻ, Chủ nhiệm Câu lạc bộ Thầy thuốc trẻ tỉnh Hà Giang. Tháng 1 năm 2014, ông được bầu làm Phó Bí thư Chi bộ, được bổ nhiệm làm Phó Giám đốc Bệnh viện Mắt tỉnh Hà Giang, đồng thời là Ủy viên Ban Thường vụ Hội Thầy thuốc trẻ Việt Nam, Phó Chủ tịch Hội Liên hiệp thanh niên Việt Nam tỉnh Hà Giang, và là Ủy viên Ban Chấp hành Hội Nhãn khoa Việt Nam.
Trong những năm 2010, Vũ Mạnh Hà nghiên cứu về phẫu thuật đục thủy tinh thể bằng phương pháp phacoemulsification (phaco), phối hợp với Bệnh viện Mắt Trung ương và nhóm bác sĩ từ Israel, thực hành ở Hà Giang. Công trình này được vinh danh tại Hội nghị Nhãn khoa châu Á – Thái Bình Dương năm 2010 tại Bắc Kinh bởi Hội Nhãn khoa Châu Á Thái Bình Dương (APAO), Hội đồng Nhãn khoa Quốc tế (ICO). Về công tác, ông thường xuyên tổ chức các chuyến khám chữa và phẫu thuật mắt linh động và miễn phí ở các huyện vùng cao Hà Giang, nhận được những sự ủng hộ của bệnh nhân, cộng đồng y học và được chọn làm đại biểu tham gia hai chuyến giao lưu lớn của thanh niên Việt Nam tại nước ngoài, trong đó có chuyến tham dự Festival thanh niên, sinh viên thế giới tại Cộng hòa Nam Phi vào tháng 12 năm 2010.

### Hà Giang–Lai Châu
Tháng 9 năm 2015, tại Đại hội Đảng bộ tỉnh lần thứ 16, Vũ Mạnh Hà được bầu làm Ủy viên Ban Chấp hành Đảng bộ tỉnh Hà Giang khóa XVI, nhiệm kỳ 2015 – 2020. Sau đó, ông được bổ nhiệm làm Phó Giám đốc Sở Y tế Hà Giang. Ở tổ chức xã hội, ông được bầu là Phó Chủ tịch Hội Thầy thuốc trẻ Việt Nam. Tháng 9 năm 2016, ông được điều sang Đoàn Thanh niên Cộng sản Hồ Chí Minh tỉnh Hà Giang, nhậm chức Bí thư Đảng ủy, Bí thư Tỉnh đoàn Hà Giang. Ông cũng được bầu vào Ban Chấp hành Trung ương Đoàn Thanh niên Cộng sản Hồ Chí Minh, Chủ tịch Hội Liên hiệp thanh niên Việt Nam tỉnh Hà Giang và là Chủ tịch Hội Thầy thuốc trẻ Hà Giang. Tháng 5 năm 2018, ông được Tỉnh ủy Hà Giang điều động tới huyện Hoàng Su Phì, vào Ban Thường vụ Huyện ủy, nhậm chức Bí thư Huyện ủy Hoàng Su Phì, và được bầu làm Chủ tịch Hội đồng nhân dân huyện Hoàng Su Phì. Ngày 16 tháng 10 năm 2020, tại Đại hội Đảng bộ tỉnh Hà Giang lần thứ 17, ông tái đắc cử là Tỉnh ủy viên, được bầu vào Ban Thường vụ Tỉnh ủy, phân công làm Trưởng ban Tuyên giáo Tỉnh ủy Hà Giang từ ngày 10 tháng 12 năm 2020. Tháng 1 năm 2021, Vũ Mạnh Hà là đại biểu tại Đại hội Đại biểu toàn quốc Đảng Cộng sản Việt Nam lần thứ 13 và được bầu làm Ủy viên dự khuyết Ban Chấp hành Trung ương Đảng Cộng sản Việt Nam khóa XIII, nhiệm kỳ 2021 – 2026 vào ngày 30 tháng 1. Ông được miễn nhiệm vị trí Bí thư Huyện ủy, Chủ tịch Hội đồng nhân dân huyện Hoàng Su Phì vào tháng 3 năm 2021, là Trưởng ban Tuyên giáo Tỉnh ủy, được bầu làm Đại biểu Hội đồng nhân dân tỉnh Hà Giang nhiệm kỳ 2021 – 2026.
Ngày 31 tháng 5 năm 2023, Vũ Mạnh Hà được điều chuyển tới tỉnh Lai Châu, bổ nhiệm làm Phó Bí thư Tỉnh ủy Lai Châu.

## Khen thưởng
Trong sự nghiệp của mình, Vũ Mạnh Hà nhận được những giải thưởng như:
- Thầy thuốc trẻ tiêu biểu toàn quốc Việt Nam: 2011, 2012, 2013;
- Giải thưởng Tình nguyện Quốc gia Việt Nam bởi United Nations Volunteers và Trung ương Đoàn: 2012;[22]
- Giải thưởng nghiên cứu khoa học trẻ (nhà khoa học dưới 40 tuổi) Nhãn khoa châu Á – Thái Bình Dương bởi APAO, ICO: 2010;[23]